# Edward Andrews
Edward Andrews (* 9. Oktober 1914 in Griffin, Georgia; † 8. März 1985 in Santa Monica, Kalifornien) war ein US-amerikanischer Schauspieler.

## Leben
Edward Andrews war der Sohn eines Geistlichen der episkopalischen Kirche. Er war drei Jahre lang auf der University of Virginia, entschied sich dann aber für die Schauspielerei. Er begann seine Karriere beim Theater. Sein Bühnendebüt hatte er bereits 1926. Ab 1935 trat er am Broadway in mehreren Produktionen auf. Nach einer Unterbrechung durch den Kriegsdienst im Zweiten Weltkrieg war er ab 1949 in Fernsehserien zu sehen. 
Seine Filmpremiere hatte er 1955 in dem Film noir Eine Stadt geht durch die Hölle, in dem er gleich einen größeren Auftritt in der Schurkenrolle eines Glückspielbetreibers übernahm. Schon bald hatte er sich als Darsteller für wesentliche Nebenrollen etabliert, wie in Schmutziger Lorbeer oder Anders als die anderen, beide aus dem Jahre 1956. Später meinte er zu dieser Zeit, dass er einen Schurken nach dem anderen gespielt habe. 1960 war er in der Rolle des George Babbitt in Elmer Gantry zu sehen. Diesen Film gab er zusammen mit Anders als die Anderen an, als er gefragt wurde, auf welche Rolle er besonders stolz gewesen sei. Danach trat er mehrfach in Filmen mit Doris Day auf (Was diese Frau so alles treibt, Schick mir keine Blumen, Spion in Spitzenhöschen), ebenso in fünf Folgen ihrer Serie Doris Day in …. Weitere Bekanntheit erlangte er auch durch die Mitwirkung als amerikanischer Diplomat in Billy Wilders Film Avanti, Avanti! (1972) an der Seite von Jack Lemmon. Sein letzter Film war 1984 Gremlins – Kleine Monster von Joe Dante. Nach den Dreharbeiten war er begeistert von Dante, und meinte, dass er einen weiteren Film mit ihm machen wolle, was aber wegen seines Todes etwa ein halbes Jahr später nicht mehr zustande kam.
Bereits seit 1949 war er in Fernsehserien zu sehen. So hatte er Gastrollen in Rauchende Colts, Twilight Zone, Der Chef, Bezaubernde Jeannie, Verliebt in eine Hexe, Alias Smith und Jones, Bonanza, Die Straßen von San Francisco, Starsky & Hutch, Drei Engel für Charlie, Der Mann in den Bergen oder Quincy. In zwei Serien hatte er eine Hauptrolle, nämlich 1964 bis 1965 in Broadside als Commander Roger Adrian und 1979 in Supertrain als Harry Flood. Beide Serien waren aber erfolglos und liefen daher nicht lange.
Synchronisiert wurde er zumeist von Siegfried Schürenberg.
Edward Andrews war von 1955 bis zu seinem Tod mit der Schauspielerin Emily Barnes (1927–2002) verheiratet. Sie hatten zwei Töchter und einen Sohn.

## Filmografie (Auswahl)

### Filme
- 1955: Eine Stadt geht durch die Hölle (The Phenix City Story)
- 1956: Schmutziger Lorbeer (The Harder They Fall)
- 1956: Das Herz eines Millionärs (These Wilder Years)
- 1956: Anders als die anderen (Tea and Sympathy)
- 1956: In den Fängen des Teufels (The Unguarded Moment)
- 1956: Lockende Versuchung (Friendly Persuasion)
- 1956: Die unsichtbare Front (Three Brave Men)
- 1957: Kreuzverhör (The Tattered Dress)
- 1957: Fluch der Gewalt (Trooper Hook)
- 1960: Elmer Gantry
- 1961: Der fliegende Pauker (The Absent-Minded Professor)
- 1961: Die jungen Wilden (The Young Savages)
- 1962: Sturm über Washington (Advise and Consent)
- 1962: Ein Rucksack voller Ärger (40 Pounds of Trouble)
- 1963: Der Pauker kann’s nicht lassen (Son of Flubber)
- 1963: Was diese Frau so alles treibt (The Thrill of It All)
- 1964: Leih mir deinen Mann (Good Neighbor Sam)
- 1964: Prinzgemahl im Weißen Haus (Kisses for My President)
- 1964: Schick mir keine Blumen (Send Me No Flowers)
- 1966: Spion in Spitzenhöschen (The Glass Bottom Boat)
- 1969: Immer Ärger mit den Mädchen (The Trouble With Girls)
- 1970: Tora! Tora! Tora!
- 1972: Es kracht – es zischt – zu seh’n ist nischt (Now You See Him, Now You Don’t)
- 1972: Avanti, Avanti! (Avanti!)
- 1984: Das darf man nur als Erwachsener (Sixteen Candles)
- 1984: Gremlins – Kleine Monster (Gremlins)

### Fernsehserien
- 1950: Mama (Folge Queen of the Bee)
- 1955: Cheyenne (Folge 1x03)
- 1958: Suspicion (Folge 1x14)
- 1960: Die Unbestechlichen (The Untouchables, Folge 1x25)
- 1960, 1964: Twilight Zone (The Twilight Zone, Folgen 1x14 und 5x14)
- 1961: Outlaws (Folge 1x11)
- 1961: Route 66 (Folge 1x22)
- 1961: Dr. Kildare (Folge 1x03)
- 1961: Preston & Preston (The Defenders, Folge 1x16)
- 1961–1962: Tausend Meilen Staub (Rawhide, Folgen 4x01 und 5x11)
- 1962: Gnadenlose Stadt (Naked City, Folge 3x23)
- 1962: The Real McCoys (Folge 5x28)
- 1963: Das große Abenteuer (The Great Adventure, Folge 1x10)
- 1963, 1971: Bonanza (Folgen 4x16 und 13x04)
- 1964: Alfred Hitchcock präsentiert (The Alfred Hitchcock Hour, Folge 2x20)
- 1964–1965: Broadside (32 Folgen)
- 1965: Rauchende Colts (Gunsmoke, Folge 11x09)
- 1965–1971: FBI (The F.B.I., Folgen 1x08, 4x08 und 6x26)
- 1966: The Beverly Hillbillies (Folge 5x14)
- 1967: Invasion von der Wega (The Invaders, Folge 1x02)
- 1967: Verrückter wilder Westen (The Wild Wild West, Folge 2x21)
- 1967: Der Chef (Ironside, Folge 1x02)
- 1967: Andy Griffith Show (The Andy Griffith Show, Folge 8x10)
- 1968: Bezaubernde Jeannie (I Dream of Jeannie, Folgen 3x16 und 3x17)
- 1968,1969: Blondie (2 Folgen)
- 1969: The Bold Ones: The Protectors (Folge 1x01)
- 1969–1970: Verliebt in eine Hexe (Bewitched, 2 Folgen)
- 1969,1970: The Name of the Game (2 Folgen)
- 1970: Hawaii Fünf-Null (Hawaii Five-0, Folge 3x04)
- 1970–1972: Doris Day in… (The Doris Day Show, fünf Folgen)
- 1971: Alias Smith und Jones (Folge 1x02)
- 1972: Die Straßen von San Francisco (The Streets of San Francisco, Pilotfolge)
- 1972: The Bold Ones: The New Doctors (Folge 3x08)
- 1972: Owen Marshall – Strafverteidiger (Owen Marshall: Counselor at Law, 2 Folgen)
- 1972,1973: McMillan & Wife (2 Folgen)
- 1975: California Cops – Neu im Einsatz (The Rookies, Folge 3x17)
- 1975: Starsky & Hutch (Folge 1x05)
- 1975: Make-up und Pistolen (Police Women, Folge 2x05)
- 1975: Die Küste der Ganoven (Barbary Coast, Folge 1x06)
- 1976: Sanford and Son (Folge 6x07)
- 1977: Drei Engel für Charlie (Charlie’s Angels, Folge 2x02)
- 1977: Love Boat (Folge 1x03)
- 1977: One Day at a Time (Folge 3x05)
- 1978: Der Mann in den Bergen (The Life and Times of Grizzly-Adams, Folge 2x12)
- 1978: Fantasy Island (Folge 1x09)
- 1979: Supertrain (9 Folgen)
- 1979: Quincy (Quincy M.E., Folge 5x11)
- 1980: Matt und Jenny – Abenteuer im Ahornland (Matt and Jenny, Folge 1x20)
- 1982: Herzbube mit zwei Damen (Three’s Company, Folge 6x20)